# فهرست ورزشگاه‌های فوتبال در اسپانیا
فهرست ورزشگاه‌های فوتبال اسپانیا
| #  | تصویر | ورزشگاه                                  | ظرفیت  | شهر                 | ایالت                        | تیم                                         | بازگشایی |
| -- | ----- | ---------------------------------------- | ------ | ------------------- | ---------------------------- | ------------------------------------------- | -------- |
| ۱  |       | ورزشگاه نیوکمپ                           | ۹۹٬۳۵۴ | بارسلون             | کاتالونیا                    | باشگاه فوتبال بارسلونا                      | ۱۹۵۷     |
| ۲  |       | ورزشگاه سانتیاگو برنابئو                 | ۸۰٬۳۵۴ | مادرید              | مادرید (بخش خودمختار)        | باشگاه فوتبال رئال مادرید                   | ۱۹۴۷     |
| ۳  |       | ورزشگاه متروپولیتانو                     | ۶۷۷۰۳  | مادرید              | مادرید (بخش خودمختار)        | باشگاه فوتبال اتلتیکو مادرید                | ۲۰۱۷     |
| ۳  |       | ورزشگاه المپیک سویا                      | ۵۷٬۶۱۹ | سبیا (شهر)          | اندلس                        | تیم ملی فوتبال اسپانیا                      | ۱۹۹۹     |
| ۴  |       | ورزشگاه المپیک کمپانی لوییس              | ۵۵٬۹۲۶ | بارسلون             | کاتالونیا                    | بارسلونا                                    | ۱۹۲۷     |
| ۵  |       | ورزشگاه ویسنته کالدرون                   | ۵۴٬۵۸۱ | مادرید              | مادرید (بخش خودمختار)        | اتلتیکو مادرید                              | ۱۹۶۶     |
| ۶  |       | ورزشگاه مستایا                           | ۵۳٬۰۰۰ | والنسیا             | بخش خودمختار والنسیا         | باشگاه فوتبال والنسیا                       | ۱۹۲۳     |
| ۷  |       | ورزشگاه بنیتو ویلامارین                  | ۵۲٬۷۴۵ | سبیا (شهر)          | اندلس                        | رئال بتیس                                   | ۱۹۲۹     |
| ۸  |       | ورزشگاه رامون سانچز                      | ۴۵٬۵۰۰ | سبیا (شهر)          | اندلس                        | باشگاه فوتبال سویا                          | ۱۹۵۷     |
| ۹  |       | ورزشگاه کرنلا-ال پرات                    | ۴۰٬۵۰۰ | بارسلون             | کاتالونیا                    | باشگاه فوتبال اسپانیول                      | ۲۰۰۹     |
| ۱۰ |       | ورزشگاه سن مامس                          | ۴۰٬۰۰۰ | بیلبائو             | سرزمین باسک (منطقه خودمختار) | اتلتیک بیلبائو                              | ۱۹۱۳     |
| ۱۱ |       | ورزشگاه مانوئل مارتینز والرو             | ۳۸٬۷۵۰ | الچه                | بخش خودمختار والنسیا         | باشگاه فوتبال الچه                          | ۱۹۷۶     |
| ۱۲ |       | ورزشگاه ریازور                           | ۳۴٬۶۰۰ | لاکرونیا            | گالیسیا                      | دیپورتیوو لاکرونیا                          | ۱۹۴۴     |
| ۱۳ |       | ورزشگاه لا روماردا                       | ۳۴٬۵۹۶ | ساراگوسا            | آراگون                       | رئال ساراگوسا                               | ۱۹۵۷     |
| ۱۴ |       | ورزشگاه جدید کوندومینا                   | ۳۳٬۰۴۵ | مورسیا (شهر)        | مورسیا                       | باشگاه فوتبال رئال مورسیا                   | ۲۰۰۶     |
| ۱۵ |       | ورزشگاه گران قناری                       | ۳۲٬۵۲۰ | لاس پالماس          | جزایر قناری                  | باشگاه فوتبال لاس پالماس                    | ۲۰۰۳     |
| ۱۶ |       | ورزشگاه آنوئتا                           | ۳۲٬۰۷۶ | سان سباستین         | سرزمین باسک (منطقه خودمختار) | رئال سوسیداد                                | ۱۹۹۳     |
| ۱۷ |       | ورزشگاه بالایدوس                         | ۳۱٬۸۰۰ | ویگو                | گالیسیا                      | باشگاه فوتبال سلتاویگو                      | ۱۹۲۸     |
| ۱۸ |       | ورزشگاه کارلوس تارتیره                   | ۳۰٬۵۰۰ | ابیدو               | آستوریاس                     | باشگاه فوتبال رئال اویدو                    | ۲۰۰۰     |
| ۱۹ |       | ورزشگاه خوزه ریکو پرز                    | ۳۰٬۰۰۰ | آلیکانته            | بخش خودمختار والنسیا         | باشگاه فوتبال هرکولس باشگاه فوتبال آلیکانته | ۱۹۷۴     |
| ۲۰ |       | ورزشگاه ال مونینون                       | ۲۹٬۵۳۸ | خیخن/کسیکسن         | آستوریاس                     | اسپورتینگ گیخون                             | ۱۹۰۸     |
| ۲۱ |       | ورزشگاه ال روسالدا                       | ۲۸٬۹۶۳ | مالاگا              | اندلس                        | باشگاه فوتبال مالاگا                        | ۱۹۴۱     |
| ۲۲ |       | ورزشگاه خوزه زوریلا                      | ۲۶٬۵۱۲ | والادولید           | کاستیا و لئون                | رئال وایادولید                              | ۱۹۸۲     |
| ۲۳ |       | ورزشگاه ال مادریگا                       | ۲۶٬۰۰۰ | ویارئال             | بخش خودمختار والنسیا         | باشگاه فوتبال ویارئال                       | ۱۹۲۳     |
| ۲۴ |       | ورزشگاه کیوداد والنسیا                   | ۲۵٬۴۰۰ | والنسیا             | بخش خودمختار والنسیا         | باشگاه فوتبال لوانته                        | ۱۹۶۹     |
| ۲۵ |       | ورزشگاه سون مویکس                        | ۲۳٬۱۰۰ | پالما د مایورکا     | جزایر بالئاری                | رئال مایورکا                                | ۱۹۹۹     |
| ۲۶ |       | ورزشگاه الیودرو رودریگز لوپز             | ۲۳٬۰۰۰ | تنریفه              | جزایر قناری                  | باشگاه فوتبال تنریف                         | ۱۹۲۵     |
| ۲۷ |       | ورزشگاه ال ساردینرو                      | ۲۲٬۱۰۰ | سانتاندر            | استان کانتابریا              | باشگاه فوتبال ریسینگ سانتاندر               | ۱۹۸۸     |
| ۲۸ |       | ورزشگاه رامون کارانزا                    | ۲۲٬۰۰۰ | کادیس               | اندلس                        | باشگاه فوتبال کادیس                         | ۱۹۵۵     |
| ۲۹ |       | ورزشگاه مونیفیپال چاپین                  | ۲۲٬۰۰۰ | خرس د لا فرونترا    | اندلس                        | باشگاه فوتبال خرس                           | ۱۹۸۸     |
| ۳۰ |       | ورزشگاه خویگس مدیترانه                   | ۲۰٬۰۰۰ | آلمریا              | اندلس                        | باشگاه فوتبال آلمریا                        | ۲۰۰۴     |
| ۳۱ |       | ورزشگاه نوا کرئو آلتا                    | ۲۰٬۰۰۰ | سابادل              | کاتالونیا                    | باشگاه فوتبال سابادل                        | ۱۹۶۷     |
| ۳۲ |       | ورزشگاه مندیزوروتسا                      | ۱۹٬۹۰۰ | بیتوریا             | سرزمین باسک (منطقه خودمختار) | باشگاه فوتبال دپورتیوو آلاوز                | ۱۹۲۴     |
| ۳۳ |       | ورزشگاه جدید کلمبینو                     | ۱۹٬۸۶۰ | هوئلبا              | اندلس                        | باشگاه فوتبال رکریتیوو اوئلوا               | ۲۰۰۱     |
| ۳۴ |       | ورزشگاه رینو د ناوارا                    | ۱۹٬۸۰۰ | پامپلونا            | نابارا                       | اوساسونا                                    | ۱۹۶۷     |
| ۳۵ |       | ورزشگاه بالر                             | ۱۸٬۰۰۰ | پالما د مایورکا     | جزایر بالئاری                | باشگاه فوتبال اتلتیکو بالئارس               | ۱۹۶۰     |
| ۳۶ |       | ورزشگاه جدید کاستلین                     | ۱۸٬۰۰۰ | کاستلین             | بخش خودمختار والنسیا         | باشگاه فوتبال سی‌دی کاستلین                  | ۱۹۸۷     |
| ۳۷ |       | ورزشگاه نارسیس سالا                      | ۱۸٬۰۰۰ | بارسلون             | کاتالونیا                    | باشگاه فوتبال یوا سانت آندرو                | ۱۹۷۰     |
| ۳۸ |       | ورزشگاه ال هلمانتیکو                     | ۱۷٬۳۴۱ | سالامانکا           | کاستیا و لئون                | باشگاه فوتبال سالامانکا                     | ۱۹۷۰     |
| ۳۹ |       | ورزشگاه کارلوس بلمونته                   | ۱۷٬۰۰۰ | آلباسته             | کاستیا-لا مانچا              | باشگاه فوتبال آلباسته بالومپی               | ۱۹۶۰     |
| ۴۰ |       | ورزشگاه جدید لاس کارمنس                  | ۱۶٬۲۰۰ | گرانادا             | اندلس                        | باشگاه فوتبال گرانادا                       | ۱۹۹۵     |
| ۴۱ |       | ورزشگاه لاس‌گاوناس                        | ۱۶٬۰۰۰ | لگرنیو              | استان لاریخا                 | باشگاه فوتبال لگرنیوس                       | ۲۰۰۲     |
| ۴۲ |       | ورزشگاه کولیسیوم آلفونسو پرز             | ۱۶٬۰۰۰ | ختافه               | مادرید (بخش خودمختار)        | باشگاه فوتبال ختافه                         | ۱۹۹۸     |
| ۴۳ |       | وزشگاه جدید آرکانخل                      | ۱۵٬۴۲۵ | استان کوردوبا       | اندلس                        | باشگاه فوتبال کوردوبا                       | ۱۹۹۴     |
| ۴۴ |       | مینی استادی                              | ۱۵٬۲۷۶ | بارسلون             | کاتالونیا                    | باشگاه فوتبال بارسلونا بی                   | ۱۹۸۲     |
| ۴۵ |       | ورزشگاه کارتاگونوا                       | ۱۵٬۱۰۵ | کارتاخنا            | مورسیا                       | باشگاه فوتبال کارتاخنا                      | ۱۹۸۷     |
| ۴۶ |       | ورزشگاه ترسا ریورو                       | ۱۵٬۰۰۰ | مادرید              | مادرید (بخش خودمختار)        | باشگاه فوتبال رایو والکانو                  | ۱۹۷۶     |
| ۴۷ |       | ۱۹۵۴                                     |        |                     |                              |                                             |          |
| ۴۸ |       | ورزشگاه جدید ویورو                       | ۱۴٬۵۰۰ | باداخوس             | اکسترمادورا                  | باشگاه فوتبال باداخوس                       | ۱۹۹۸     |
| ۴۹ |       | ورزشگاه ال سوتو                          | ۱۴٬۰۰۰ | موستولس             | مادرید (بخش خودمختار)        | باشگاه فوتبال موستولس                       | ۱۹۸۱     |
| ۵۰ |       | ورزشگاه ال پالانتیو                      | ۱۴٬۰۰۰ | بورگوس              | کاستیا و لئون                | باشگاه فوتبال بورگوس                        | ۱۹۶۴     |
| ۵۱ |       | ورزشگاه کمپ دسپورتس                      | ۱۳٬۵۰۰ | لریدا               | کاتالونیا                    | باشگاه فوتبال لریدا                         | ۱۹۰۹     |
| ۵۲ |       | ورزشگاه چند منظوره سان لازارو            | ۱۳٬۵۰۰ | سانتیاگو د کمپوستلا | گالیسیا                      | باشگاه فوتبال کمپوستلا                      | ۱۹۹۳     |
| ۵۳ |       | ورزشگاه رینو لئون                        | ۱۳٬۴۵۱ | لئون (شهر)          | کاستیا و لئون                | باشگاه فوتبال دیپورتیو لئونسا               | ۲۰۰۱     |
| ۵۴ |       | ورزشگاه جدید ویکتوریا                    | ۱۲٬۵۸۹ | خائن                | اندلس                        | رئال خائن                                   | ۲۰۰۱     |
| ۵۵ |       | ورزشگاه پاسارون                          | ۱۲٬۵۰۰ | پنتبدرا             | گالیسیا                      | باشگاه فوتبال پنتبدرا                       | ۱۹۶۵     |
| ۵۶ |       | ورزشگاه مونیفیپال خوان روجاس             | ۱۲٬۵۰۰ | آلمریا              | اندلس                        | باشگاه فوتبال ب آلمریا                      | ۱۹۷۶     |
| ۵۷ |       | ورزشگاه دل لا مالاتا                     | ۱۲٬۰۴۲ | فرول                | گالیسیا                      | باشگاه فوتبال ریسینگ فرول                   | ۱۹۹۳     |
| ۵۸ |       | ورزشگاه جدید تاراگونا                    | ۱۲٬۰۰۰ | تاراگونا            | کاتالونیا                    | باشگاه فوتبال خیمناستیک تاراگونا            | ۱۹۷۲     |
| ۵۹ |       | ورزشگاه آلوارز کلارو                     | ۱۲٬۰۰۰ | ملیلیه              | ملیلیه                       | باشگاه فوتبال ملیلیه                        | ۱۹۳۳     |
| ۶۰ |       | ورزشگاه لینارخوس                         | ۱۲٬۰۰۰ | لینارس              | اندلس                        | باشگاه فوتبال لینارس                        | ۱۹۵۶     |
| ۶۱ |       | ورزشگاه المپیک تراسا                     | ۱۱٬۵۰۰ | تراسا               | کاتالونیا                    | باشگاه فوتبال تراسا                         | ۱۹۶۰     |
| ۶۲ |       | ورزشگاه فرانسیسکو دل لا هرا              | ۱۱٬۰۰۰ | آلمندرلخو           | اکسترمادورا                  | باشگاه فوتبال اکسترمادورا                   | ۱۹۹۶     |
| ۶۳ |       | ورزشگاه کمپ دل کنتناری                   | ۱۰٬۰۰۰ | بادالونا            | کاتالونیا                    | باشگاه فوتبال بادالونا                      | ۱۹۷۲     |
| ۶۴ |       | ورزشگاه باییا سور                        | ۱۰٬۰۰۰ | سن فرناندو          | اندلس                        | باشگاه فوتبال سان فرناندو                   | ۱۹۹۲     |
| ۶۵ |       | ورزشگاه مونیفیپال دلالینیا دلا کونفپفیون | ۱۰٬۰۰۰ | کونفپفیون           | اندلس                        | باشگاه فوتبال لیننسی                        | ۱۹۶۹     |
| ۶۶ |       | ورزشگاه آنتونیو خوزه الولا               | ۱۰٬۰۰۰ | تودلا               | نابارا                       | باشگاه فوتبال تودلانو                       | ۱۹۶۹     |
| ۶۷ |       | ورزشگاه جدید لاس پاجاریتوس               | ۹٬۵۰۰  | سریا (شهر)          | کاستیا و لئون                | باشگاه فوتبال نومانسیا                      | ۱۹۹۹     |
| ۶۸ |       | ورزشگاه مونتیلیوی                        | ۹٬۵۰۰  | خرنا (شهر)          | کاتالونیا                    | باشگاه فوتبال خرنا                          | ۱۹۷۰     |
| ۶۹ |       | ورزشگاه کن میسس                          | ۹٬۵۰۰  | ایبیزا، اسپانیا     | جزایر بالئاری                | باشگاه فوتبال ایبیزا-ایویسا                 | ۱۹۵۷     |
| ۷۰ |       | ورزشگاه ال تورالین                       | ۸٬۲۰۰  | پونفرادا            | کاستیا و لئون                | باشگاه فوتبال پونفرادا                      | ۲۰۰۰     |
| ۷۱ |       | ورزشگاه جدید بالاسترا                    | ۸٬۱۰۰  | پالنسیا             | کاستیا و لئون                | باشگاه فوتبال پالنسیا                       | ۱۹۴۳     |
| ۷۲ |       | ورزشگاه لاسساره                          | ۸٬۰۰۰  | باراکالدو           | سرزمین باسک (منطقه خودمختار) | باشگاه فوتبال باراکالدو                     | ۲۰۰۱     |
| ۷۳ |       | ورزشگاه ال مالکون                        | ۸٬۰۰۰  | تورلاوگا            | استان کانتابریا              | باشگاه فوتبال خیمناستیک تورلاوگا            | ۱۹۲۲     |
| ۷۴ |       | ورزشگاه مونیفیپال سانتو دومینگو          | ۳٬۰۰۰  | آلکورکون            | مادرید (بخش خودمختار)        | باشگاه فوتبال آلکورکون                      | ۱۹۷۱     |

 = ورزشگاه یوفا الیت